# Deutsche Fechtmeisterschaften 1924
Bei den Deutschen Fechtmeisterschaften 1924 wurden Wettbewerbe im Herrenflorett, Herrendegen und Herrensäbel ausgetragen, bei den Damen gab es nur einen Wettbewerb im Florett. Die Einzelmeisterschaften fanden am 10. und 11. Mai in Mannheim statt, die Mannschaftsmeisterschaften am 4. und 5. Dezember in Hannover. Die Meisterschaften wurden vom Deutschen Fechter-Bund organisiert. Die Deutsche Turnerschaft trug unabhängig vom Deutschen Fechter-Bund in Augsburg eine Mannschaftsmeisterschaft im Säbelfechten aus.

## Herren

### Florett (Einzel)
| Platz | Sportler            | Verein              |
| ----- | ------------------- | ------------------- |
| 1     | Erwin Casmir        | Hermannia Frankfurt |
| 2     | Julius Lichtenfels  | Fechtclub Offenbach |
| 3     | Franz August Müller | Hermannia Frankfurt |

### Florett (Mannschaft)
| Platz | Verein              | Sportler                                                        |
| ----- | ------------------- | --------------------------------------------------------------- |
| 1     | Hermannia Frankfurt | Erwin Casmir Fritz Jack Franz August Müller Emil Schön          |
| 2     | Fechtclub Offenbach | Hans Halberstadt Julius Lichtenfels Hans Thomson Theodor Talman |
| 3     | DFC Hannover        | Lock Klinzer Krause Schrader                                    |

### Degen (Einzel)
| Platz | Sportler      | Verein              |
| ----- | ------------- | ------------------- |
| 1     | Erwin Casmir  | Hermannia Frankfurt |
| 2     | Fritz Jack    | Hermannia Frankfurt |
| 3     | Heinrich Moos | Hermannia Frankfurt |

### Degen (Mannschaft)
| Platz | Verein              | Sportler                                                             |
| ----- | ------------------- | -------------------------------------------------------------------- |
| 1     | Hermannia Frankfurt | Erwin Casmir Heinrich Moos Emil Schön Fritz Jack Franz August Müller |
| 2     | Fechtclub Offenbach | Julius Lichtenfels Hans Halberstadt Hans Thomson Theodor Talman      |
| 3     | DFC Hannover        | Lock Klinzer Krause Schrader                                         |

### Säbel (Einzel)
| Platz | Sportler           | Verein              |
| ----- | ------------------ | ------------------- |
| 1     | Erwin Casmir       | Hermannia Frankfurt |
| 2     | Hans Thomson       | Fechtclub Offenbach |
| 3     | Julius Lichtenfels | Fechtclub Offenbach |

### Säbel (Mannschaft)
| Platz | Verein              | Sportler                                         |
| ----- | ------------------- | ------------------------------------------------ |
| 1     | FC Offenbach        | Julius Lichtenfels Hans Halberstadt Hans Thomson |
| 2     | Hermannia Frankfurt | Erwin Casmir Heinrich Moos Franz August Müller   |

## Damen

### Florett (Einzel)
| Platz | Sportler        | Verein       |
| ----- | --------------- | ------------ |
| 1     | Stefanie Stern  | FC Offenbach |
| 2     | Helene Mayer    | FC Offenbach |
| 3     | Liesel Hartmann | FC Offenbach |